# 扎维耶运动场
扎维耶运动场是位于利比亚扎维耶的一个多功能运动场。目前主要用于足球赛。扎维耶运动场可容纳14,000人。該運動場也是奥林匹克阿扎维亚体育俱乐部的主場。